# Roestkleurige muntvlinder
De roestkleurige muntvlinder (Pyrausta porphyralis) is een vlinder uit de familie van de grasmotten (Crambidae). De wetenschappelijke naam van deze soort is voor het eerst voorgesteld als Pyralis porphyralis door Michael Denis en Ignaz Schiffermüller in een publicatie uit 1775.
De soort komt in vrijwel geheel Europa voor met uitzondering van IJsland, Ierland, het Verenigd Koninkrijk en Portugal.
In Nederland is de roestkleurige muntvlinder uitgestorven.